# Le Vieil-Évreux
Le Vieil-Évreux là một xã thuộc tỉnh Eure trong vùng Normandie miền bắc nước Pháp.

## Huy hiệu
| Arms of Le Vieil-Évreux | The arms of Le Vieil-Évreux are blazoned: Gules, on a bend Or between 2 doves holding in their beaks olive branches argent, 3 mullets azure. |